# Abu Bakr Buaira

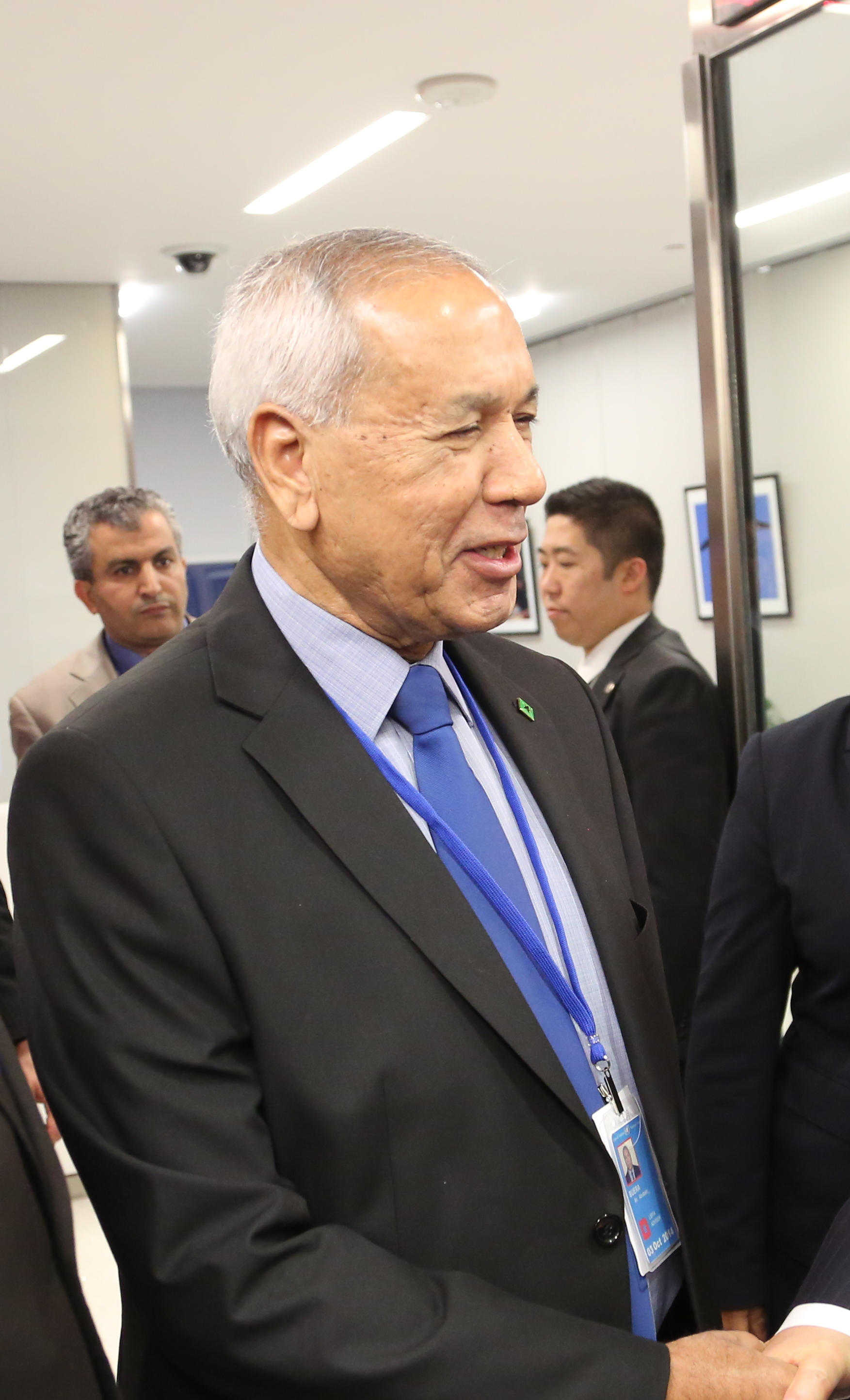
Abu Bakr Buaira (2014)

Abu Bakr Mustafa Buaira (arabisch أبو بكر مصطفى بعيرة Abū Bakr Muṣṭafā Buʿayra; * 21. Juli 1941 in Jardina) ist ein libyscher Politiker, Föderalist und Professor. Er war Präsident der Federalist National Union Party und kurzzeitig der erste Sprecher des Abgeordnetenrats von Libyen.

## Privates
Sein Vater war Mustafa Buaira. Im Jahr 1969 heiratete Abu Bakr Buaira Nuria M. Saleh. Sie haben zusammen sechs Kinder. Sein Sohn Osama Buaira ist ebenfalls föderalistischer Politiker und Mitglied im Rat von Kyrenaika.

## Ausbildung
Abu Bakr Buaira studierte Business Administration. Er absolvierte seinen Bachelor an der Universität Libyen. Danach machte er seinen Master in den USA an der University of California und schloss ihn 1970 ab. Gleich darauf wurde er Dozent an der University of Missouri und schloss dort 1975 seinen Ph.D. in Business Administration ab.

## Akademische Karriere
Nach seinem Ph.D. war er bis 1981 Vorsitzender des Instituts für Management der Wirtschafts- und Handelsfakultät der Universität Garyounis. Ab 1982 war er ebenda Professor für Management. Zeitgleich war er von 1982 bis 1984 Senior Management Advisor für die Arab Organisation for Administrative Sciences in Amman. Es folgte ein Posten als Vorsitzender für Academic Affairs von 1984 bis 1985 und ab 1985 als Dekan des Higher Institute for Administrative Sciences der Universität Garyounis. Von 1987 bis 1991 war er Training Director der Arab Organisation for Administrative Development der Liga der Arabischen Staaten. Er veröffentlichte zahlreiche wissenschaftliche Beiträge in arabischer Sprache.

## Politische Karriere
In Bengasi formte sich im Juli 2011 eine Gruppe von Föderalisten, die Libyen in einen föderalistischen Staat umwandeln wollten. Abu Bakr Buaira ist eines der führenden Gründungsmitglieder dieser losen Gruppierung. Am 6. März wurde in der Kyrenaika eine halbautonome Republik innerhalb Libyens ausgerufen, die vom Nationalen Übergangsrat nicht anerkannt wurde. Im Jahr 2013 wurde mit dem Rat von Kyrenaika eine eigene Regierung gebildet, die jedoch nie faktisch die Region kontrollierte. Im Mai 2014 war Osama Buaira Mitglied im Rat, während sein Vater Abu Bakr Buaira zeitgleich Präsident der Federalist National Union Party war.
Bei der Parlamentswahl in Libyen 2014 wurde Abu Bakr Buaira als unabhängiger Kandidat für Bengasi in den neu gegründeten Abgeordnetenrat gewählt. Bei der Wahl waren alle Gewählten unabhängig, da Parteien verboten waren. Der Abgeordnetenrat wurde durch einen Beschluss des 2012 gegründeten Allgemeinen Nationalkongress gebildet. Er sollte den Allgemeinen Nationalkongress als gesetzgebendes und regierungsbildendes Parlament ersetzen. Die Wahl wurde mitten im anlaufenden Zweiten Bürgerkrieg in Libyen durchgeführt und nur die Hälfte der registrierten Wähler und 18 % aller Wahlberechtigten gaben ihre Stimme ab. Vor der ersten Sitzung des Abgeordnetenrats war die Situation in Tripolis durch die Angriffe der Fadschr Libiya sehr unsicher. Auch in der zweitgrößten libyschen Stadt Bengasi gab es zu dieser Zeit Kämpfe, weshalb das neu gewählte Parlament seine erste Sitzung in der ostlibyschen Stadt Tobruk durchführte. Am Morgen des 4. August 2014 eröffnete der erste Stellvertreter des Vorsitzenden des Allgemeinen Nationalkongresses Ezzeddine Al-Awami die erste Sitzung des Abgeordnetenrates und übergab die Amtsgeschäfte an das neue Parlament und damit an den Interimssprecher Abu Bakr Buaira. Wie bereits Muhammad Ali Salim bei der ersten Sitzung des Allgemeinen Volkskongresses, wurde bis zur Wahl des Vorsitzenden durch die Abgeordneten selbst, dem ältesten Gewählten die Leitung anvertraut. Da von 188 gewählten Abgeordneten nur 158 für die erste Sitzung nach Tobruk reisen konnten, war Abu Bakr Buaira eventuell auch nur der älteste Abgeordnete vor Ort. Der zu diesem Zeitpunkt amtierende Vorsitzende des Allgemeinen Nationalkongresses Nuri Busahmein war nicht vor Ort, da er verlangte, dass die offizielle Machtübergabe in der Hauptstadt Tripolis stattfinden musste. Am Abend des 4. August 2014 wurde um 19 Uhr die zweite Sitzung durch Abu Bakr Buaira geführt. In ihr wurde ein Sprecher für den Abgeordnetenrat gewählt, der den Interimssprecher ersetzte. Abu Bakr Buaira war mit Imhemed Shaib und Younis Fanoush einer der Favoriten der Wahl. Im ersten Wahlgang erreichte Buaira mit 54 von 158 zwar die meisten aller Stimmen, verlor im zweiten Wahlgang aber mit 74 zu 77 gegen Aguila Saleh Issa.
Am 13. August 2014 stimmten 111 von 124 Parlamentariern für eine ausländische Intervention zum Schutz von Zivilisten. Buaira erklärte nach der Abstimmung, dass die internationale Gemeinschaft eingreifen müsse, um Zivilisten in Libyen zu beschützen.
Im November 2014 erklärte das oberste Verfassungsgericht in Tripolis, das zu diesem Zeitpunkt nicht unter der Kontrolle des Abgeordnetenrats war, dass der zur Wahl 2014 führende Verfassungszusatz verfassungswidrig sei und erklärte den Abgeordnetenrat und damit die Wahl von Abu Bakr Buaira als ungültig. Der Abgeordnetenrat weigerte sich aufzulösen, da die Entscheidung des Gerichts ihrer Meinung nach erzwungen war. Abu Bakr Buaira nannte es eine politische Entscheidung, welche die Spaltung Libyens vertiefte und erklärte gegenüber der Associated Press, dass keine der Entscheidungen des Gerichts akzeptiert werden würde.
2015 und 2016 war Buaira einer der Vertreter in den von den Vereinten Nationen geführten Friedensverhandlungen. Er kritisierte dabei die Rolle der United Nations Support Mission in Libya und trat aus Protest gegen die Konditionen für die Regierung der Nationalen Übereinkunft aus der Delegation zurück.